# Pumpkin
Pumpkin önkormányzat nélküli település az USA Georgia államában, Paulding megyében.  